# Järnvägsolyckan mellan Andria och Corato
Järnvägsolyckan mellan Andria och Corato inträffade 12 juli 2016 när två passagerartåg frontalkrockade längs Bari-Barlettajärnvägen mellan städerna Andria och Corato i Apulien i södra Italien. Minst 27 personer dog och 50 personer skadades. Järnvägen drivs av det regionala tågbolaget Ferrotramviaria.

## Bakgrund
Järnvägen har normalspår med 3000 V DC kontaktledning. Sedan 1990-talet har linjen renoverats och delar har byggts ut till dubbelspår. Olyckan inträffande på en av de kvarvarande enkelspårdelarna som hade manuell tågklarering. Detta innebär att tågklareraren på stationen där tåget finns efter kontakt med tågklareraren på nästa station ger föraren tillstånd att fortsätta.

## Olyckan
De inblandade tågen var en Stadler Flirt ETR 340 och en Alstom Coradia ELT 200. Båda tågen färdades i hög hastighet mot varandra på en sträcka där det är tillåtet med hastigheter upp till 100 km/h. Olyckan inträffade i en kurva, vilket inte gav förarna någon chans att hinna bromsa. Tre av vagnarna totalförstördes och flertalet spårade ur. Urspårningen inträffade 11:30 lokal tid vid en olivodling. Vädret var varmt och soligt med temperaturer upp till 40 °C.

### Olycksoffer
Minst 27 människor dödades och 50 skadades, där flertalet ska ha varit pendlare och studenter. En av förarna rapporterades ha dödats, medan tillståndet var kritiskt för den andra föraren. Även en jordbrukare som arbetade på olivodlingen dödades av flygande vrakdelar.

### Räddningsarbete
Räddningsarbetet försvårades av olyckans läge, då det var svårframkomligt. Ett barn ska ha förts till sjukhus med ambulanshelikopter. Runt 200 räddningsarbetare och militärer ska ha deltagit i räddningsarbetet. Myndigheterna har även vädjat till lokalbefolkningen att lämna blod.